# Kara Tepe (Uzbekistán)
Kara Tepe' (en uzbeko: Qoratepa ) es un yacimiento arqueológico budista de la región de Bactriana, en el oasis de Termez, cerca de la ciudad de Termez, en el sur de Uzbekistán. Los cimientos del yacimiento datan del siglo I d. C., con un pico de actividad en torno a los siglos III y IV durante el período kushán, antes de experimentar un declive fatal en torno al siglo V d. C., probablemente con la invasión de los kushano-sasánidas, cuyas monedas pueden encontrarse en el yacimiento.

## Historia
Las primeras estructuras de cultode Qoratepa, también conocida como Qoratag, datan del siglo I d. C. El apogeo de Qoratepa coincide con los siglos I a III d. C., durante los cuales se construyeron numerosos complejos de culto. Los anteriores fueron renovados y ampliados. Durante este periodo, los monjes budistas, sus novicios, los funcionarios municipales y los habitantes benévolos de la ciudad desempeñaron un papel importante y ofrecieron su apoyo.

### Artefactos
Numerosas inscripciones en los restos encontrados en Qoratepa revelan detalles sobre el lugar. Según las inscripciones, algunos establecimientos monásticos de Qoratepa son Kxadevakavixara - Monasterio de Podsho, Vxara Gulavxara vxad - Monasterio del hijo de Gulavxara (Gondafar), y Okavixara. Algunos de los monjes conocidos que se mencionan en las inscripciones de Qoratepa son Budashiri, Buddhamitra y Jivananda. En las paredes se conservan representaciones de hombres y mujeres adoradores, así como estatuas de Buda. En Qoratepa se han encontrado numerosas estatuas de Buda.

### Abandono
A finales del siglo III d. C., las comunidades monásticas de Qoratepa entraron en decadencia o fueron abandonadas debido a las campañas militares del Imperio sasánida contra el Estado Kushán. Algunas celdas monásticas se instalaron  en el fondo. Durante el mismo periodo, algunas secciones de los complejos monásticos de Qoratepa siguieron funcionando hasta finales del siglo IV y principios del V. A partir de finales del IV, algunos de los edificios y cámaras de culto de Qoratepa se utilizaron como lugares de enterramiento, mientras que las zonas de entrada se rellenaron con escombros y tierra.

### Hallazgos
Los enterramientos más antiguos incluían restos de ropa y tejidos de estilo sogdiano, cuencos Peroz y cuencos decorados con motivos de aves. Entre los enterramientos posteriores, fechados entre los siglos V y VI, figuran los de los gobernantes de Termez, en uno de cuyos lados aparece la figura de un leopardo. Entre los siglos VII y XII, los ascetas utilizaron algunas de las celdas y cámaras monásticas semiderruidas de Qoratepa. Las tumbas iniciales contienen peines de estilo sogdiano, peines con asas y colgantes de ojos, espátulas con forma de cuerno, medallones y estuches de peines con grabados, cerámica y lámparas del Imperio sasánida, malacates y un tintero. Estaban adornadas con inscripciones en escritura india (karosti y brahmi) y dibujos en las paredes, entre ellos kushan-bactrianos y pahlavi-fars.

## Investigación arqueológica
Inicialmente, en los años 1926-1928, el Museo Estatal de Arte Oriental de Moscú realizó una expedición relacionada con la cultura de los pueblos orientales. En 1937, Mijaíl Masson, Y. G. Pchelina realizaron trabajos de investigación. En la década de 1960, el arqueólogo B. Y. Stavitsky dirigió las excavaciones arqueológicas. Posteriormente, se realizaron expediciones arqueológicas conjuntas de  Uzbekistán y Japón.

## Reparaciones
En los siglos IV y V se llevaron a cabo reparaciones en el monasterio de Qoratepa. Se restauraron las esculturas locales y se crearon nuevas pinturas murales (en su mayoría de un solo color y situadas más abajo que las anteriores). Muchos pilgrims de India visitaron el monasterio. En el siglo V, el monasterio fue finalmente abandonado, y sus instalaciones comenzaron a utilizarse como cementerio. Los hallazgos de las tumbas indican que en el siglo VIII, el monasterio cristiano estaba activo.

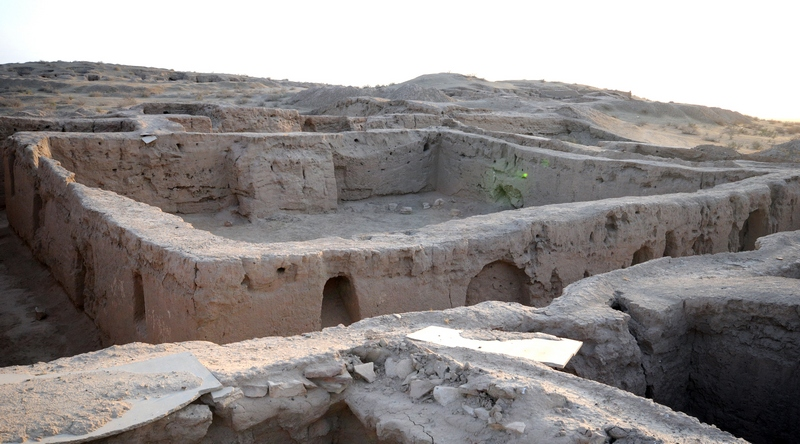
Patio norte
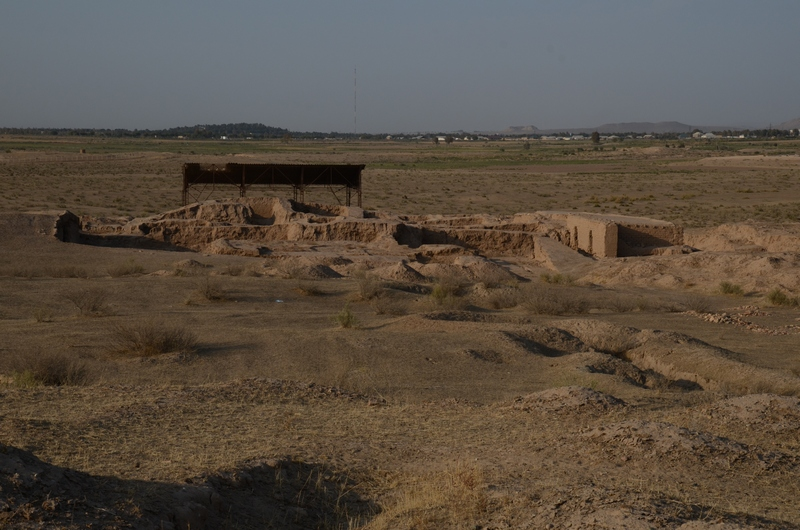
Vista general, área norte
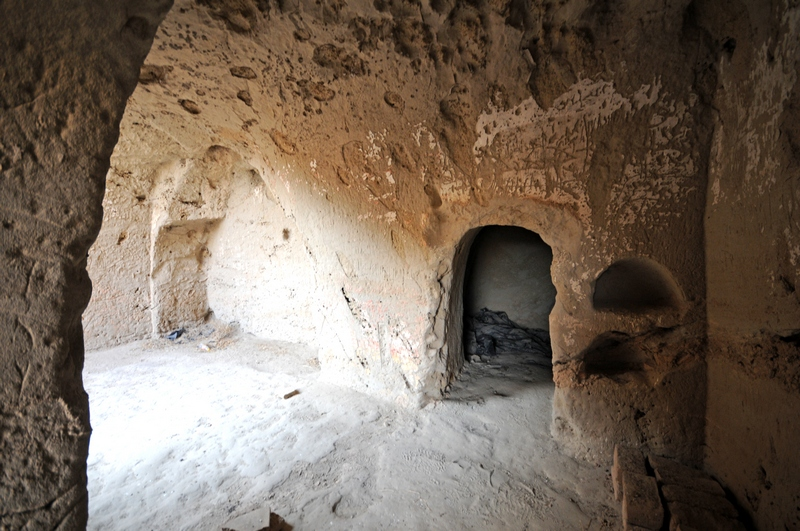
Dentro de una cueva

## Artefactos
Se hallaron numerosos nichos que cobijaban esculturas de Buda de oro o cerámica, y marquesinas que descansaban sobre impresionantes columnatas. Sorprendentemente, algunas de las estatuas de Buda están rodeadas de un halo completo, que se hizo corriente en Turquestán y Asia oriental después del periodo kushán. También se recuperó una inscripción brahmi.

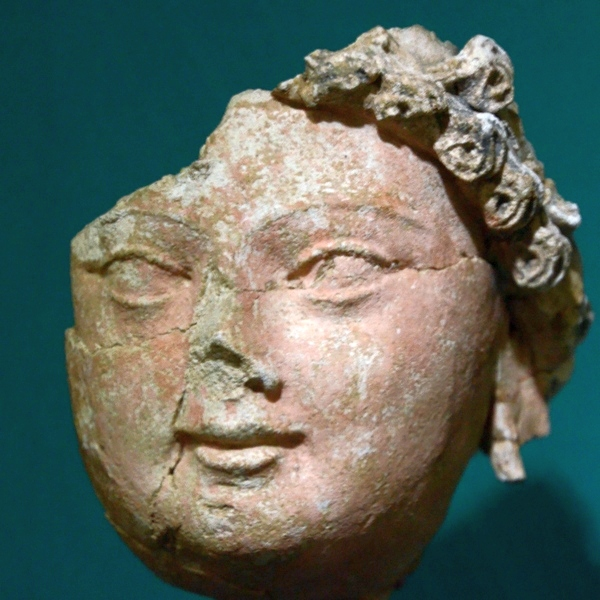
Cabeza de terracota (200-400 d. C.)
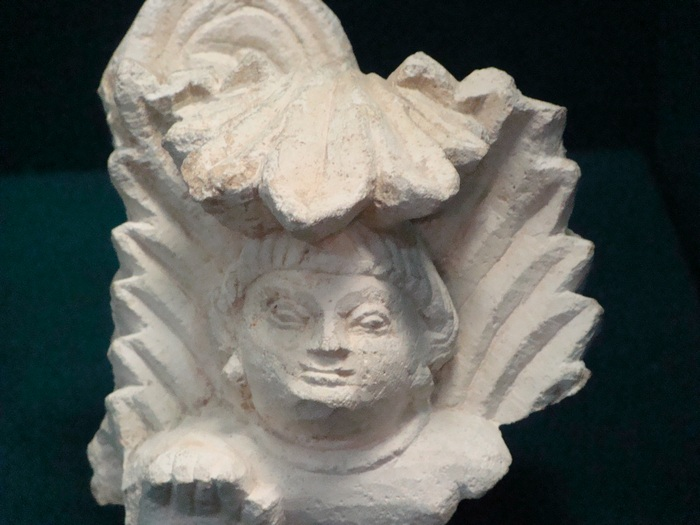
Relieve (200-400  d. C.)
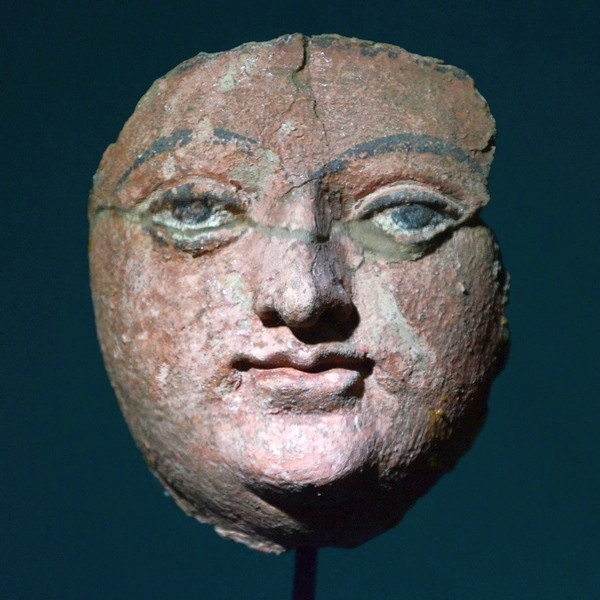
Cabeza de terracota.
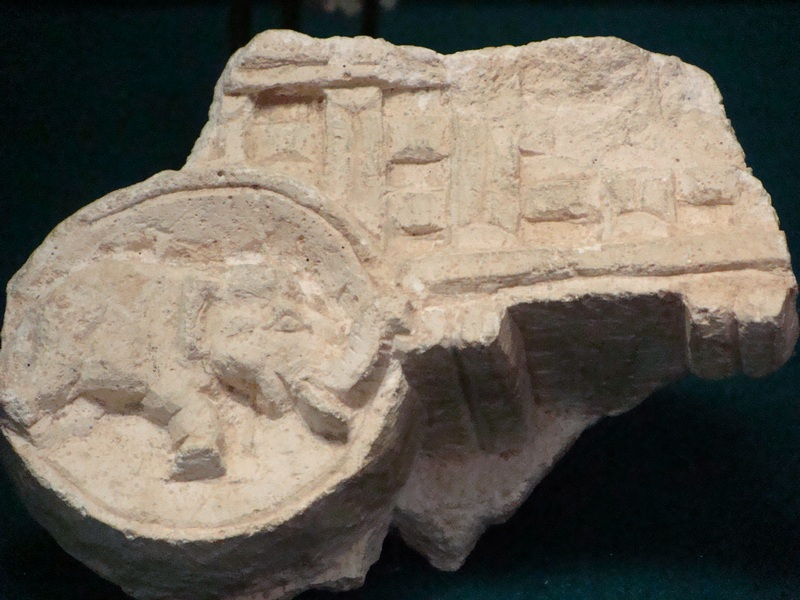
Friso de un elefante.
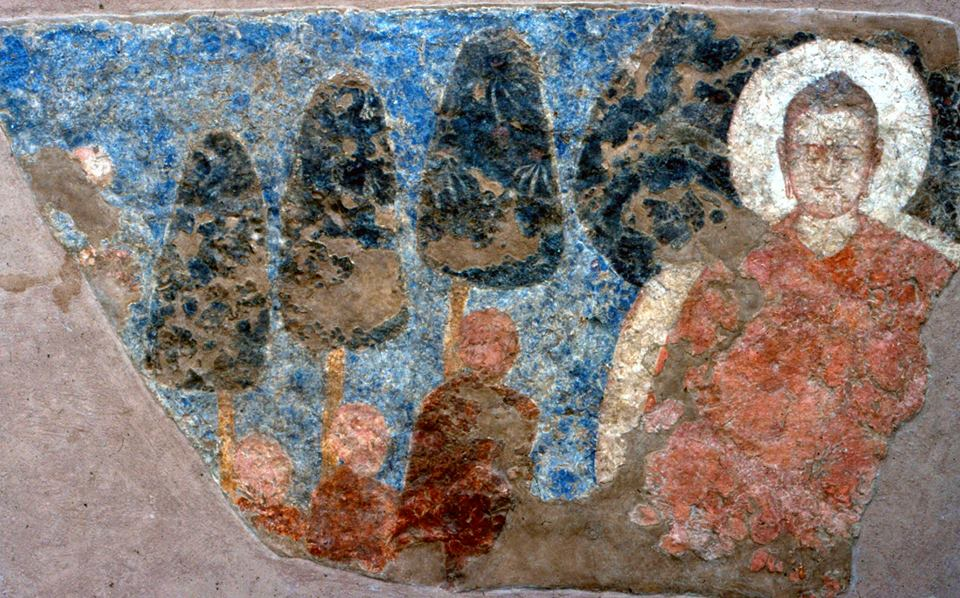
Mural de Kara Tepe, siglos II-IV d.C.
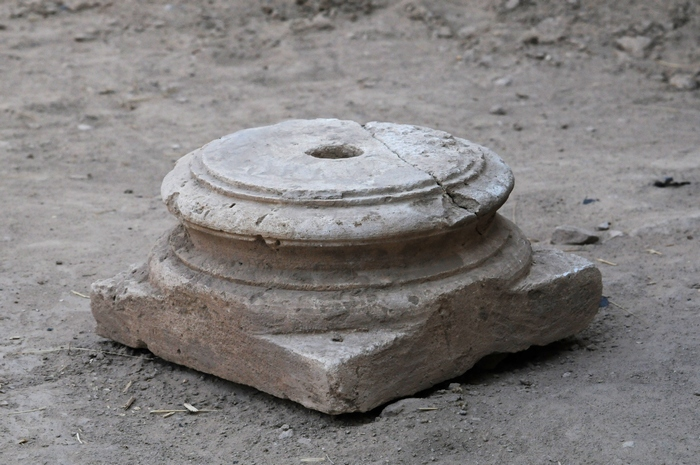
Base de columna "griega".